# Coupe de la Fédération de football d'Afrique du Sud
La Coupe de la SASF (SASF Cup) était une compétition de football en Afrique du Sud, organisée par la  South African Soccer Federation (SASF) puis par la Federation Professional League (FPL). Existant de 1961 à 1985 durant l'apartheid, elle était réservé aux équipes des communautés coloured et indiennes. Sa rivale (la compétition de la communauté blanche) était la NFL Cup.
En 1985, la majorité des clubs rejoignent la National Professional Soccer League (fédération de la communauté noire). La FPL disparaît en 1990, entraînant de facto également la disparition de la compétition.

## Palmarès
| Année                 | Vainqueur                | Finaliste            |
| SASL Cup              | SASL Cup                 | SASL Cup             |
| --------------------- | ------------------------ | -------------------- |
| 1961                  | Cape Ramblers            | Transvaal United     |
| 1962                  | Avalon Athletic          |                      |
| 1963                  | Avalon Athletic          |                      |
| Mainstay Cup          |                          |                      |
| 1969                  | Aces United              |                      |
| 1970                  | Verulam Suburbs          |                      |
| 1971                  | Maritzburg City          |                      |
| 1972                  | Glenville                |                      |
| 1973                  | Verulam Suburbs          |                      |
| Cola Cola Shield      |                          |                      |
| 1974                  | Berea                    | Cape Town Spurs F.C. |
| 1975                  | Cape Town Spurs F.C.     | Bluebells            |
| 1976                  | Berea F.C.               | Sundowns             |
| 1977                  | Manning Rangers          | PG Bluebells         |
| 1978                  | Durban City              | Suburbs United       |
| Seven Seas Cup        |                          |                      |
| 1979                  | Glenville                |                      |
| 1980                  | Cape Town Spurs F.C.     |                      |
| 1981                  | Vereeniging Old Boys     |                      |
| 1982                  | Bosmont Chelsea          |                      |
| 1983                  | Maritzburg United        |                      |
| 1984                  | Tongaat Crusaders United |                      |
| 1985                  | Lightbody's Santos       |                      |
| Golden City Homes Cup |                          |                      |
| 1986                  | Real Taj                 |                      |
| 1987                  | Jakes Autolot United     |                      |
| 1988                  | Lightbody's Santos       |                      |
| 1989                  | Battswood F.C.           |                      |
| 1990                  | Lightbody's Santos       |                      |

## Articles détaillés
- Coupe d'Afrique du Sud de football